# Crax globulosa
El muitú mutung, pavón carunculado, paujil moquirrojo, paujil amazónico,  hoco barbado, pavón moquirrojo, paujil carunculado o paujil del Amazonas (Crax globulosa) es una especie de ave galliforme de la familia Cracidae que se encuentra en las selvas del sureste de Colombia, este del Perú y Ecuador, oeste de Brasil y norte de Bolivia. No se conocen subespecies.

## Descripción

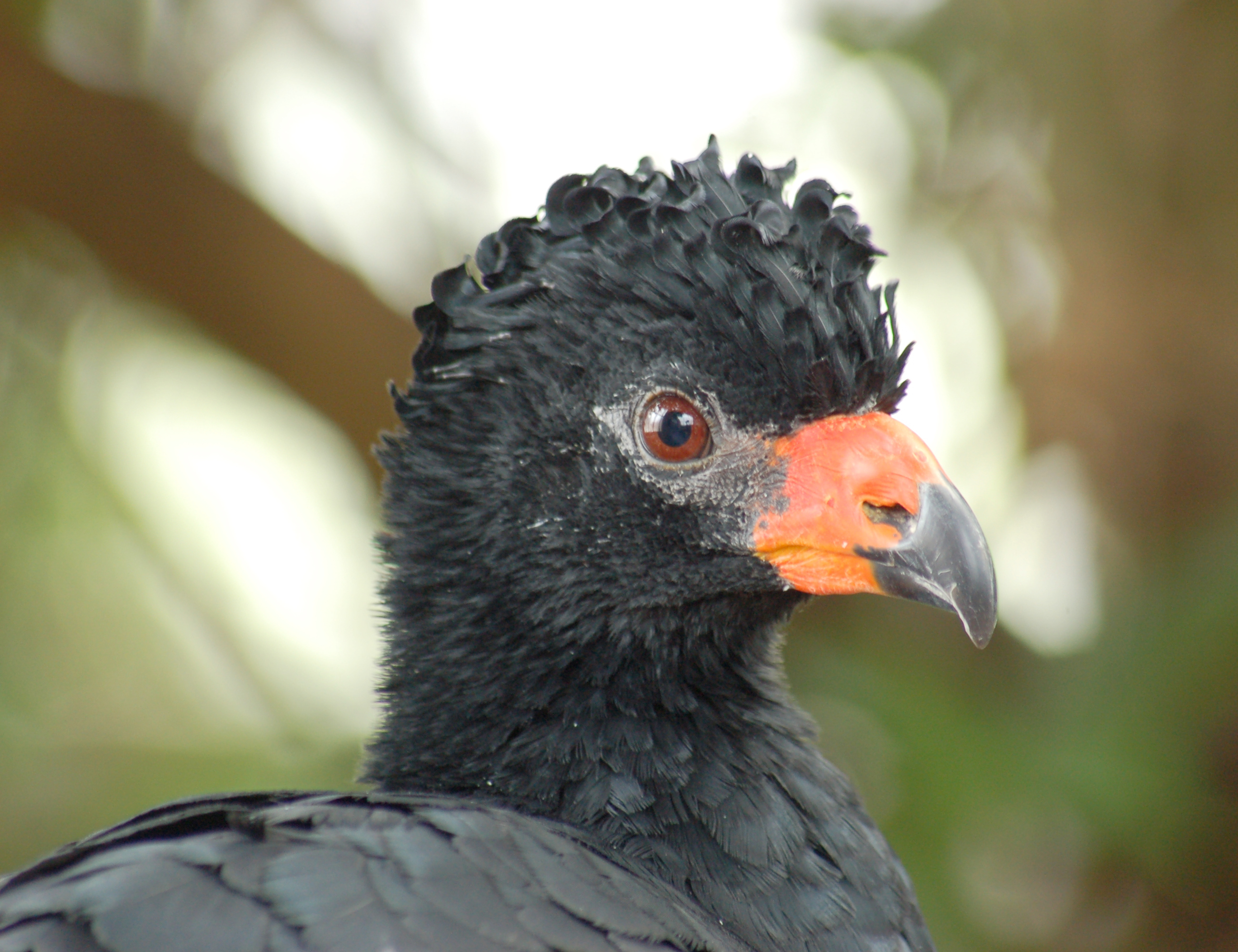
Macho.

Su longitud es de 89 cm. Las plumas son negras, excepto en el abdomen, donde son blancas. Los machos tienen un tubérculo abultado en el pico y dos carúnculas de color rojo escarlata. El iris es pardo obscuro.

## Hábitat
Vive en la selva amazónica, cerca de las vegas de los ríos, en áreas bien drenadas, hasta los 300 m s. n. m.

## Reproducción
Anidan entre agosto y septiembre. El macho corteja a la hembra doblando el cuello hacia atrás y colocando la cabeza en el dorso mientras camina dando vueltas alrededor.